# Argynna
Argynna är ett släkte av svampar. Argynna ingår i familjen Argynnaceae, klassen Dothideomycetes, divisionen sporsäcksvampar och riket svampar.
| Argynna | \| \| Argynna polyhedron \| \| \| \| |
|         | \| \| Argynna polyhedron \| \| \| \| |
|         | Lepidopterella                       |
|         |                                      |
|         | Argynna polyhedron                   |
|         |                                      |

|  | Argynna polyhedron |
|  |                    |